# シベリアコガラ

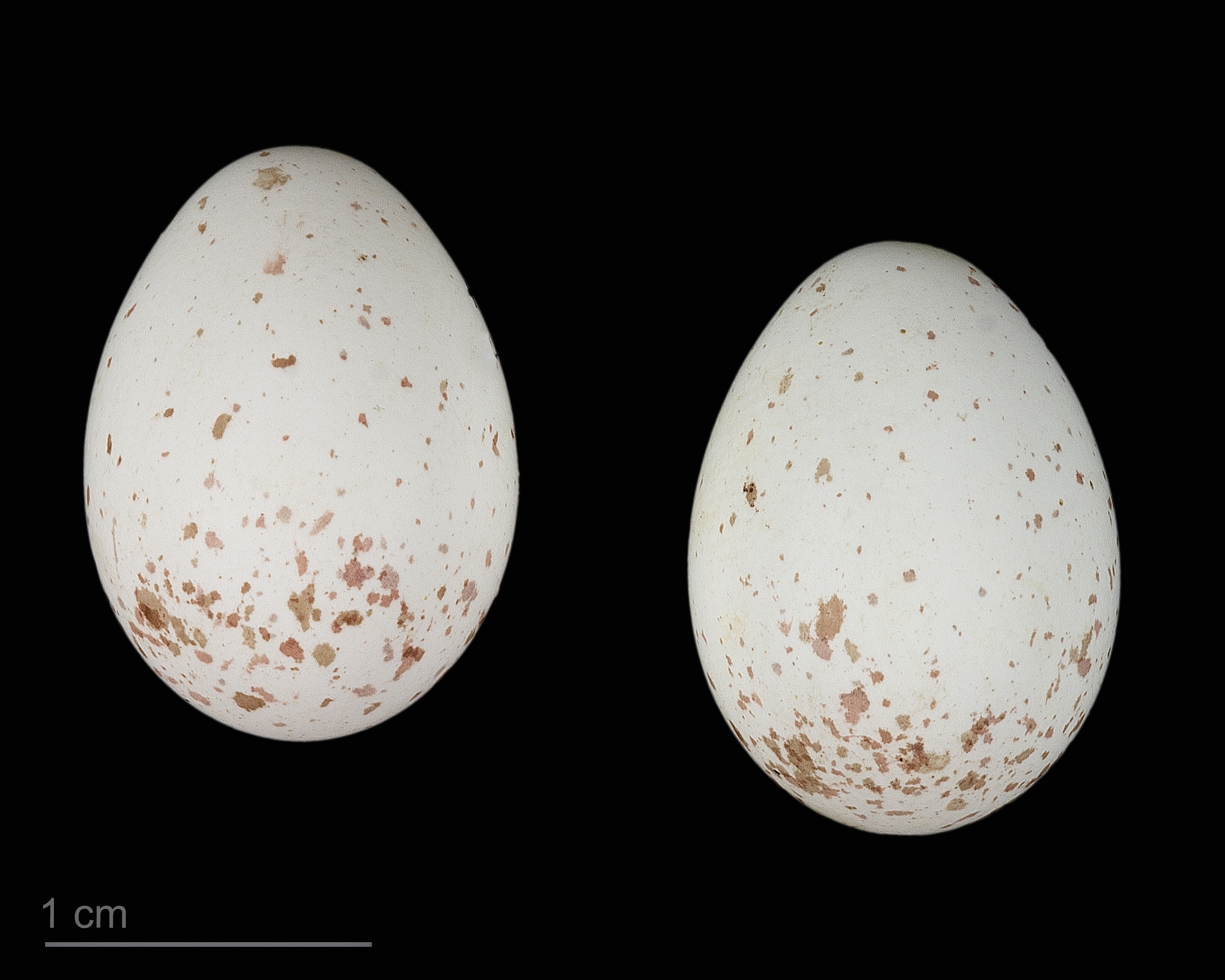
Poecile cinctus lapponicus

シベリアコガラ（学名：Parus cinctus）はスズメ目シジュウカラ科に分類される鳥類の一種。